# غوستافو بنتوس
غوستافو بنتوس (بالإسبانية: Gustavo Bentos)‏ هو لاعب كرة قدم أوروغواياني في مركز الهجوم، ولد في 14 ديسمبر 1976 في مونتيفيديو في الأوروغواي. شارك مع منتخب الأوروغواي لكرة القدم. أما مع النوادي، فقد لعب مع أرتورو فرنانديز فيال وبيلا فيستا وديبورتس لاسيرينا وديبورتيس ماجالانز وسانتياغو واندررز ومونتيفيديو واندررز ونادي ريال بوتوسي ونادي مكابي تل أبيب.

## وصلات خارجية
- غوستافو بنتوس على موقع قاعدة بيانات كرة القدم.إي يو (الإنجليزية)
- غوستافو بنتوس على موقع Soccerway.com (الإنجليزية)